# Slag (kläder)
Slag avser den uppvikta förlängning av kragen ner mot bröstet som finns på många jackor och kavajer och den uppvikta kanten nertill på byxben och ärmar. Slag på jackor och kavajer gränsar till kragen. Slag på byxor och ärmar kallas ofta uppslag.
Ordet slag i denna bemärkelse finns belagt i svenska språket sedan 1560.

## Olika former av slag

Hakslag
Spetsslag
Sjalslag